# Aérodrome d'Orsk
L'aérodrome d'Orsk russe : Аэропорт Орск (code IATA : OSW • code OACI : UWOR) est un petit aéroport en Russie, situé à 16 km au sud d'Orsk. Il est utilisé par des avions de ligne de taille moyenne. Le bâtiment du terminal est situé à environ 3 km de la frontière du Kazakhstan, avec certains équipements situés dans le Kazakhstan.

## Compagnies aériennes et destinations
| Compagnies       | Destinations            |
| ---------------- | ----------------------- |
| Orenburzhye      | Orenbourg-Tsentralni    |
|                  |                         |
| Uktus Aircompany | Iékaterinbourg-Koltsovo |

Édité le 11/02/2018